# 1942 en santé et médecine
| Années de la santé et de la médecine : 1939 - 1940 - 1941 - 1942 - 1943 - 1944 - 1945    |
| Décennies de la santé et de la médecine : 1910 - 1920 - 1930 - 1940 - 1950 - 1960 - 1970 |

Cet article présente les faits marquants de l'année 1942 en santé et médecine.

## Événements
- Max Delbrück et Salvador Luria démontrent que la résistance bactérienne des virus est causé par des mutations aléatoires et non par un changement d'adaptation.
- Herta Oberheuser et Karl Gebhardt, tous deux médecins, arrivent au camp de concentration de Ravensbrück pour y mener des expériences sur les prisonnières.
- La loi du 28 juillet 1942 du régime de Vichy instaure l'obligation de la médecine du travail dans les entreprises de plus de 50 salariés.

## Naissances
- 25 juillet : Mohamed Gueddiche (mort en 2020), médecin tunisien.
- 1er août : Jacques Leibowitch (mort en 2020), médecin français, chercheur reconnu pour ses contributions à la connaissance du VIH, du SIDA et de son traitement.
- 28 novembre : Maurizio Andolfi, pédopsychiatre italien.
- 29 décembre : Jean-Pierre Dickès (mort en 2020), médecin, historien régionaliste, éditeur, essayiste et militant catholique français.